# Cú Chulainn

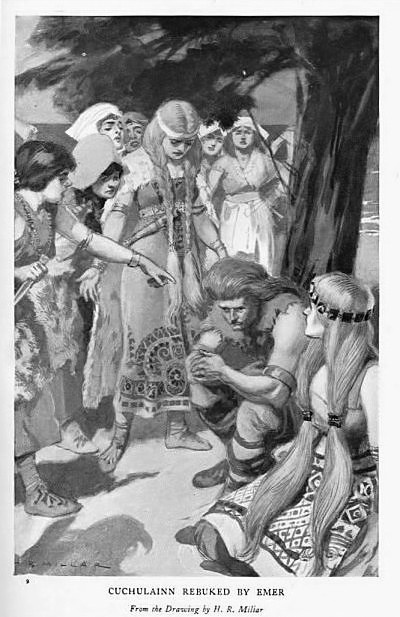
Cú chulainn e Emer por H.R.Millar (1905).

Cú Chulainn, também chamado Cú Chulaind ou Cúchulainn ([kuːxʊlˠɪnʲ], irlandês para "Cão da caça de Culann") e às vezes conhecido em inglês como Cuhullin (kəhʊlᵻn), é um herói mitológico irlandês que aparece nas histórias do Ciclo de Ulster, bem como no folclore escocês e da Ilha de Man. Acredita-se que ele seja uma encarnação do deus Lug, que também é seu pai. Sua mãe é a mortal Deichtine, irmã de Conchobar mac Nessa.
Nascido Sétanta, ele ganhou seu nome mais conhecido quando criança, depois de matar o feroz cão de guarda de Culann em autodefesa e se ofereceu para tomar seu lugar até que um substituto pudesse ser criado. Com a idade de dezessete anos, ele defendeu Ulster sozinho contra os exércitos da rainha Medb de Connacht no famoso Táin Bó Cúailnge ("Ataque ao Gado de Cooley"). Foi profetizado que seus grandes feitos lhe dariam fama eterna, mas sua vida seria curta. É conhecido por seu terrível frenesi de batalha, ou ríastrad (traduzido por Thomas Kinsella como "espasmo de urdidura" e por Ciaran Carson como "torque"), no qual ele se torna um monstro irreconhecível que não conhece nem amigo nem inimigo. Ele luta de seu carro, conduzido por seu fiel cocheiro Láeg e puxado por seus cavalos, Liath Macha e Dub Sainglend. Em épocas mais modernas, Cú Chulainn é referido frequentemente como o "cão do Ulster".
Cú Chulainn mostra semelhanças impressionantes com o lendário herói persa Rustã, assim como com o germânico Lay de Hildebrand e com os trabalhos do herói grego Héracles, sugerindo uma origem indo-europeia comum, mas faltando linguística, antropológica e arqueológica material.

## Cú Chulainn hoje
A imagem de Cú Chulainn é invocada tanto por nacionalistas irlandeses quanto por unionistas do Ulster, em murais, poesia, literatura e outras formas de arte. Os nacionalistas irlandeses o vêem como o mais importante herói céltico irlandês e, por conseguinte, como o mais importante de toda a sua cultura. Uma escultura de Cú Chulainn agonizante feita por Oliver Sheppard foi colocada em frente ao General Post Office de Dublin em comemoração à Revolta da Páscoa de 1916. Por contraste, os unionistas o vêem como o homem do Ulster que defende a província de seus inimigos do sul; por exemplo, um mural na Estrada Newtownards em Belfast Leste, ironicamente baseada na escultura de Sheppard, descreve-o como o "defensor do Ulster contra os ataques irlandeses".
Na Associação Nacional dos Escoteiros da Irlanda, a mais alta condecoração é a Ordem de Cú Chulainn, que consiste numa fita comemorativa com um cão de caça pendente. O Serviço Naval Irlandês possuía um barco cujo nome fazia uma referência ao herói, o LÉ Setanta, que foi vendido em 1980.
A história de Cú Chulainn foi contada na tradução inglesa de Lady Gregory em seu livro de 1902 intitulado Cuchulain of Muirthemne. Foi também assunto em 1989 do romance de ficção histórica Red Branch, de Morgan Llywelyn e de uma série de adaptações de Randy Lee Eickhoff. O conto de Cú Chulainn consumido pela enfermidade fornece o título da canção do The Pogues, "The Sickbed of Cuchulainn", de seu álbum Rum, Sodomy, and the Lash, enquanto o tema de abertura de Jeff Danna para o filme Boondock Saints de 1999, é denominado "The Blood of Cuchulainn".

## Cú Chulainn na cultura popular
- Em Final Fantasy XII, há um Esper chamado Cúchulainn e em Final Fantasy Tactics é o primeiro demônio Lucavi que se deve derrotar.
- Na série de jogos Shin Megami Tensei, Cuchulainn é um dos demônios que pode ser invocado para participar do time do protagonista. Em Persona, spin-off da série principal, Cuchulainn é um dos Personas que pode ser invocado pelo protagonista.
- Na visual novel Fate/stay night, assim como no anime, Cúchulainn é evocado como lancer na 5° Guerra pelo Santo Gral. Recentemente na adaptação do jogo Fate/Grand Order, Cúchulainn fora evocado como caster, em uma vertente paralela da 4º Guerra pelo Santo Graal